# Leptonenzahl
Die Leptonenzahl {\displaystyle L\!\,} der Teilchenphysik, eine ladungsartige Quantenzahl, ist definiert als die Differenz der Anzahl der Leptonen und der Anzahl der Anti-Leptonen in einem System:
{\displaystyle L=n_{\ell }-n_{\overline {\ell }}}.
Somit beträgt sie:
- für ein einzelnes Lepton   {\displaystyle L=1-0=+1}  und
- für ein einzelnes Anti-Lepton        {\displaystyle L=0-1=-1}.

Analog kann man für jede Familie der Leptonen eine separate Leptonenfamilienzahl definieren (englisch: leptonic family number, oft ebenfalls kurz als Leptonenzahl bezeichnet), zu der nur die Teilchen und die Antiteilchen der jeweiligen Familie zählen. Im Einzelnen sind dies:
- die elektronische Leptonenzahl       {\displaystyle L_{e}=n_{e}-n_{\overline {e}}}
- die myonische Leptonenzahl               {\displaystyle \ \ \ L_{\mu }=n_{\mu }-n_{\overline {\mu }}}
- die tauonische Leptonenzahl          {\displaystyle \ \ \ L_{\tau }=n_{\tau }-n_{\overline {\tau }}}.

Zusammenfassend gilt: {\displaystyle \ L_{e}+L_{\mu }+L_{\tau }=n_{\ell }-n_{\overline {\ell }}=L}.

## Leptonenzahlen als Erhaltungsgrößen
In vielen physikalischen Modellen, insbesondere im Standardmodell der Elementarteilchenphysik, bleibt die Leptonenzahl erhalten, denn alle Wechselwirkungen erhalten die Leptonenzahlen. Beim Zeichnen von Feynman-Graphen ist darauf zu achten, dass an jedem Vertex die Leptonenzahlen erhalten bleiben.
Betrachtet man z. B. den {\displaystyle \beta ^{-}}-Zerfall, so hat der Ausgangszustand die Leptonenzahlen {\displaystyle L_{e}=0}, {\displaystyle L_{\mu }=0} und {\displaystyle L_{\tau }=0}, da das Neutron kein Lepton ist. Im Endzustand liegen vor: ein Proton (kein Lepton) mit {\displaystyle L_{e}=0}, ein Elektron mit {\displaystyle L_{e}=+1} und ein Antielektronneutrino mit {\displaystyle L_{e}=-1} (alle anderen Leptonenzahlen sind jeweils 0). Also hat auch der Endzustand für alle drei Familien jeweils die Leptonenfamilienzahl 0 (speziell {\displaystyle L_{e}=1-1=0}). Die Leptonenzahl {\displaystyle L} ist als Summe der Leptonenfamilienzahlen in diesem Beispiel ebenfalls erhalten.
Lange Zeit hielt man die Neutrinos für masselos. In diesem Fall ist die Leptonenzahl nicht nur als Ganzes, sondern auch für jede einzelne Familie erhalten. Haben Neutrinos eine Masse, so ist die Massenmatrix nicht notwendigerweise diagonal in der Basis der einzelnen Leptonfamilien und es können Neutrinooszillationen auftreten und so Leptonen verschiedener Familien ineinander umgewandelt werden, so dass nur noch die Gesamtleptonenzahl erhalten ist. Handelt es sich bei den Neutrinos um Majorana-Fermionen (d. h. das Neutrino ist sein eigenes Antiteilchen), so ist ein Neutrinoloser doppelter Betazerfall möglich, der die Leptonenzahlerhaltung um zwei Einheiten verletzt.
Beim (noch nicht beobachteten) Protonenzerfall und der Baryogenese während des Urknalls bleibt die Leptonenzahl nicht erhalten. Die Leptonenzahl ist also möglicherweise nicht streng erhalten. In den meisten Versionen der großen vereinheitlichten Theorie (GUT) bleibt jedoch wenigstens die Differenz B − L von Baryonen- und Leptonenzahl streng erhalten.
Die Beobachtung von Neutrinooszillationen widerlegt die familienweise Erhaltung der Leptonenzahl. Beobachtungen, die der globalen Erhaltung von L widersprechen, wurden bisher nicht gemacht.